# Fußball-Club Augsburg 1907
Il Fußball-Club Augsburg 1907 e. V., meglio noto come Augsburg e in italiano come Augusta, è una società calcistica tedesca con sede ad Augusta. Milita in Bundesliga, la massima serie del campionato tedesco di calcio. 
Dopo aver a lungo militato tra seconda e terza serie, la squadra ha giocato per la prima volta in Bundesliga nella stagione 2011-2012. Disputa le partite casalinghe alla WWK Arena, che può ospitare 30 660 spettatori.

## Storia
Il club è fondato nel 1907 come FC Alemannia e cambia nome in BC Augsburg nel 1921. Successivamente l'Augusta partecipa alla Gauliga Bayern, arrivando a classificarsi secondo nel 1940, mentre nel dopoguerra è in Oberliga Süd. Qui non ottiene grandi risultati; viene anche retrocesso al secondo livello, tuttavia in questo periodo militano nel club Ulrich Biesinger, che diventa campione del Mondo nel 1954, ed Helmut Haller, che si trasferisce presto nella Serie A italiana.
Nel 1963 nasce la Bundesliga, ma i risultati dell'Augusta non sono sufficienti per farla ammettere alla prima stagione; la squadra rimane quindi nelle divisioni inferiori, e si unisce al Schwaben Augsburg nel 1969 per formare l'attuale club.
L'Augusta torna in seconda divisione nella stagione 1973-1974, quando gioca in Regionalliga Süd: vince il campionato ma non riesce a passare i play-off, e in questo modo la promozione in Bundesliga sfuma. La stagione seguente partecipa quindi alla prima edizione della Zweite Bundesliga, campionato in cui trascorre il resto del decennio; in questo periodo milita nel club Bernd Schuster e poco dopo anche Karl-Heinz Riedle, ma intanto il club è nuovamente retrocesso.
La squadra ritorna a giocare in Zweite Bundesliga nella stagione 2006-2007, ottenendo un settimo posto. Dopo altri due campionati lontano dal vertice, la squadra arriva terza nella stagione 2009-2010, quando Jos Luhukay subentra in panchina in aprile, e alle semifinali di Coppa di Germania. Il club perde successivamente lo spareggio contro il Norimberga, ma la prima storica promozione è solo rimandata di un anno, dato che avviene al termine dell'annata 2010-2011 grazie al secondo posto in seconda serie.
L'Augusta finisce quattordicesimo al termine del primo campionato di Bundesliga, guadagnando la salvezza con un turno d'anticipo rispetto alla fine del torneo, e a fine stagione Luhukay lascia il posto a Markus Weinzierl, che nel 2012-2013, malgrado un brutto inizio (solo 9 punti nel girone d'andata), riesce a ottenere la salvezza all'ultima giornata. Segue l'ottavo posto nel campionato 2013-2014, ad una sola piazza dal Magonza che si qualifica all'Europa League. La qualificazione a questa competizione avviene comunque l'anno successivo, grazie al quinto posto in campionato: l'Augusta si piazza davanti a club ben più blasonati come Borussia Dortmund e Schalke 04. Nel 2015-2016 la squadra non riesce a replicare il piazzamento dell'anno precedente, ma ottiene un'altra salvezza (dodicesimo posto), mentre in Europa League, superata la fase a gironi, è eliminata dall Liverpool ai sedicesimi di finale. Da segnalare in questa annata è il percorso in Coppa di Germania, dove il club raggiunge i quarti di finale. Nelle annate seguenti la squadra centra altre tranquille salvezze con piazzamenti di medio-bassa classifica.

## Colori e simboli

### Colori
I colori della maglia dell'Augusta sono il bianco, il principale, con spalle e maniche verdi. I pantaloncini sono bianchi, così come i calzettoni. 

### Simboli ufficiali

#### Stemma
Il simbolo dell'Augusta è composto da uno scudo con in alto le lettere "FCA" in rosso su campo bianco. Più sotto lo scudo è diviso verticalmente in due metà, rossa e bianca, e in mezzo c'è una pigna con sotto la scritta "1907".

## Strutture

### Stadio

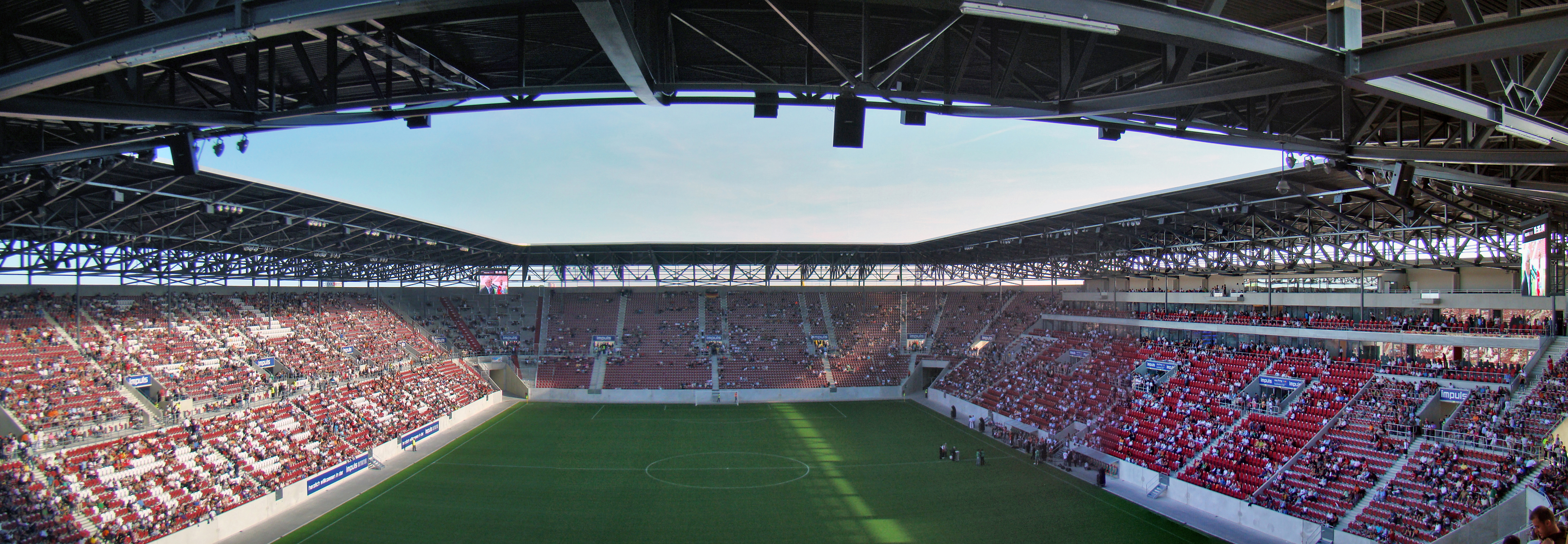
Veduta panoramica della WWK Arena.

Dal 2009 il club disputa le proprie gare interne nella WWK Arena, che sorge ad Augusta e che può ospitare 30.660 spettatori. In passato era nota anche come "Impuls Arena" e "SGL Arena".
In precedenza la squadra giocava nel Rosenaustadion, che era stato inaugurato nel 1951. Oggi è il terreno di gioco della seconda squadra del club e ha una capienza di 28.000 spettatori.

## Allenatori e presidenti
Tutti gli allenatori a partire dal 1963, anno di nascita della Bundesliga:
- 1963-1964  Karl-Heinz Spikofski
- 1964-1967  Fritz Schollmeyer
- 1967-1968  Kurt Helbig
- 1968-1970  Herbert Erhardt
- 1970-1971  Georg Lechner
- 1971-1972  Georg Lechner (01 lug.-15 ott.)
 Slobodan Čendić (16 ott.-15 dic.)
 Kurt Schwarzhuber (16 dic.-30 giu.)
- 1972-1973  Kurt Schwarzhuber
- 1973-1975  Milovan Beljin
- 1975-1976  Volker Kottmann (01 lug.-31 dic.)
 Gerd Menne (08 dic.-30 giu.)
- 1976-1977  Gerd Menne (01 lug.-31 ott.)
 Max Merkel (01 nov.-30 giu.)
- 1977-1978  Werner Olk (01 lug.-15 mag.)
 Heiner Schuhmann (16 mag.-30 giu.)
- 1978-1979  Werner Sterzik (01 lug.-31 dic.)
 Hans Cieslarczyk (01 gen.-30 giu.)
- 1979-1980  Heiner Schuhmann
- 1980-1981  Heinz Elzner (01 lug.-31 mar.)
 Heiner Schuhmann (01 apr.-30 giu.)
- 1981-1984  Hannes Baldauf
- 1984-1986  Paul Sauter
- 1986-1987  Paul Sauter (01 lug.-30 set.)
 Heiner Schuhmann (01 ott.-30 giu.)
- 1987-1988  Heiner Schuhmann (01 lug.-31 mar.)
- 1990-1995  Armin Veh
- 1998-2000  Dieter Schatzschneider
- 2000-2002  Gino Lettieri
- 2002-2003  Ernst Middendorp
- 2003-2004  Ernst Middendorp (01 lug.-28 set.)
 Armin Veh (13 ott.-30 giu.)
- 2004-2005  Armin Veh (01 lug.-26 set.)
 Rainer Hörgl (27 set.-30 giu.)
- 2005-2007  Rainer Hörgl
- 2007-2008  Rainer Hörgl (01 lug.-28 set.)
 Ralf Loose (29 set.-16 apr.)
 Holger Fach (18 apr.-30 giu.)
- 2008-2009  Holger Fach (01 lug.-13 apr.)
 Jos Luhukay (14 apr.-30 giu.)
- 2009-2012  Jos Luhukay
- 2012-2016  Markus Weinzierl
- 2016-2017  Dirk Schuster (01 lug.-13 dic.)
 Manuel Baum (14 dic.-30 giu.)
- 2017-2018  Manuel Baum
- 2018-2019  Manuel Baum (01 lug.-08 apr.)
 Martin Schmidt (09 apr.-30 giu.)
- 2019-2020  Martin Schmidt (01 lug.-09 mar.)
 Heiko Herrlich (10 mar.-30 giu.)
- 2020-2021  Heiko Herrlich (01 lug.-26 apr.)
- Markus Weinzierl (26 apr.-30 giu.)
- 2021-2022  Markus Weinzierl
- 2022-2023  Enrico Maaßen
- 2023-2024  Enrico Maaßen (01 lug.-09 ott.)
 Tobias Strobl (09 ott.-15 ott.) (ad interim)
 Jess Thorup (15 ott.-in corso)

## Calciatori

### Vincitori di titoli
- Campionato mondiale: 1

 Ulrich Biesinger (Svizzera 1954)

## Palmarès

### Competizioni nazionali
- Regionalliga Süd: 2

1973-1974, 2005-2006

### Competizioni regionali
- Oberliga Bayern: 5

1972-1973, 1979-1980, 1981-1982, 1993-1994, 2001-2002
- Schwaben Cup: 10

1969–1972, 1980, 1986, 1988, 1993, 1996, 1999, 2002, 2004, 2005

### Competizioni giovanili
- Under-19 Bundesliga: 1

1992-1993
- DFB-Pokal der Junioren: 4

1990-1991, 1991-1992, 1993-1994, 1994-1995

## Statistiche e record

### Partecipazione ai campionati e ai tornei internazionali

#### Campionati nazionali
Il miglior risultato ottenuto dal club in Bundesliga è il quinto posto ottenuto nel campionato 2014-2015.
Dalla stagione 1963-1964 alla 2024-2025 compresa il club ha ottenuto le seguenti partecipazioni ai campionati nazionali:
| Livello | Categoria          | Partecipazioni | Debutto   | Ultima stagione | Totale |
| ------- | ------------------ | -------------- | --------- | --------------- | ------ |
| 1º      | Bundesliga         | 15             | 2011-2012 | 2025-2026       | 15     |
| 2º      | 2. Bundesliga      | 12             | 1974-1975 | 2010-2011       | 15     |
| 2º      | Regionalliga Süd   | 3              | 1963-1964 | 1973-1974       | 15     |
| 3º      | Amateurliga Bayern | 21             | 1964-1965 | 1993-1994       | 31     |
| 3º      | Regionalliga Süd   | 10             | 1994-1995 | 2005-2006       | 31     |
| 4º      | Oberliga Bayern    | 2              | 2000-2001 | 2001-2002       | 2      |

#### Tornei internazionali
Nella finora unica partecipazione ad un torneo internazionale, il club ha raggiunto i sedicesimi di finale nella UEFA Europa League 2015-2016, dove è stato sconfitto dal Liverpool grazie ad un unico gol segnato ad Anfield nella gara di ritorno. 
Alla stagione 2024-2025 il club ha ottenuto le seguenti partecipazioni ai tornei internazionali:
| Categoria                     | Partecipazioni | Debutto   | Ultima stagione |
| ----------------------------- | -------------- | --------- | --------------- |
| Coppa UEFA/UEFA Europa League | 1              | 2015-2016 | 2015-2016       |

## Organico

### Rosa 2025-2026
| N. |                         | Ruolo | Calciatore          |
| -- | ----------------------- | ----- | ------------------- |
| 1  | Germania (bandiera)     | P     | Finn Dahmen         |
| 3  | Danimarca (bandiera)    | D     | Mads Pedersen       |
| 4  | Francia (bandiera)      | C     | Han-Noah Massengo   |
| 5  | Francia (bandiera)      | D     | Chrislain Matsima   |
| 6  | Paesi Bassi (bandiera)  | D     | Jeffrey Gouweleeuw  |
| 7  | Germania (bandiera)     | A     | Yusuf Kabadayı      |
| 8  | Kosovo (bandiera)       | C     | Elvis Rexhbeçaj     |
| 9  | RD del Congo (bandiera) | A     | Samuel Essende      |
| 10 | Germania (bandiera)     | C     | Arne Maier          |
| 13 | Grecia (bandiera)       | D     | Dīmītrīs Giannoulīs |
| 15 | Benin (bandiera)        | A     | Steve Mounié        |
| 16 | Svizzera (bandiera)     | D     | Cédric Zesiger      |
| 17 | Croazia (bandiera)      | C     | Kristijan Jakić     |
| 18 | Germania (bandiera)     | C     | Tim Breithaupt      |
| 19 | Germania (bandiera)     | C     | Robin Fellhauer     |

| N. |                        | Ruolo | Calciatore            |
| -- | ---------------------- | ----- | --------------------- |
| 20 | Francia (bandiera)     | C     | Alexis Claude-Maurice |
| 21 | Germania (bandiera)    | A     | Phillip Tietz         |
| 22 | Croazia (bandiera)     | P     | Nediljko Labrović     |
| 23 | Germania (bandiera)    | D     | Maximilian Bauer      |
| 25 | Germania (bandiera)    | P     | Daniel Klein          |
| 26 | Tunisia (bandiera)     | A     | Elias Saad            |
| 27 | Germania (bandiera)    | D     | Marius Wolf           |
| 28 | Lussemburgo (bandiera) | A     | Aiman Dardari         |
| 29 | Francia (bandiera)     | A     | Kyliane Dong          |
| 31 | Germania (bandiera)    | D     | Keven Schlotterbeck   |
| 36 | Germania (bandiera)    | C     | Mert Kömür            |
| 40 | Stati Uniti (bandiera) | D     | Noahkai Banks         |
| 41 | Germania (bandiera)    | D     | Felix Meiser          |
| 42 | Turchia (bandiera)     | C     | Mahmut Küçükşahin     |
| 43 | Austria (bandiera)     | D     | Oliver Sorg           |